# Municipio Santiago Choápam
Koordinaten: 17° 22′ N, 95° 55′ W
Santiago Choápam ist ein Municipio im mexikanischen Bundesstaat Oaxaca. Das Gemeindegebiet erstreckt sich über eine Fläche von 312,1 km², beim Zensus 2010 wurden 5413 Einwohner im Municipio gezählt. Verwaltungssitz ist das gleichnamige Santiago Choápam.

## Geographie
Das Municipio Santiago Choápam liegt auf einer Höhe zwischen 100 m und 2500 m im Distrikt Choapam der Región Papaloapan. 99,85 % der Gemeindefläche zählen zur physiographischen Provinz der Sierra Madre del Sur, 0,15 % werden zu den südlichen Küstenebenen des Golfes gerechnet. Santiago Choápam liegt vollständig im Einzugsgebiet des Río Papaloapan. Die Geologie des Gemeindegebiets wird von Glimmerschiefern geprägt, vorherrschender Bodentyp ist der Luvisol. Etwa 97 % des Municipios werden von Wäldern (Nebelwäldern, Nadelwäldern und Regenwäldern) eingenommen.
Das Municipio Santiago Choápam grenzt an die Municipios Santiago Yaveo, San Juan Lalana, San Juan Petlapa, Santiago Jocotepec, San Ildefonso Villa Alta, San Juan Comaltepec, Santiago Zacatepec und Santo Domingo Roayaga. Eine Exklave des Municipios um die Ortschaft San Juan del Río ist zur Gänze vom Municipio San Juan Lalana umschlossen.

## Bevölkerung
Beim Zensus 2010 wurden im Municipio 5.413 Menschen gezählt. Davon sprachen 45,1 % eine indigene Sprache, 20,57 % waren Analphabeten. 29,15 % der Bewohner Santiago Choápams wurden als Erwerbspersonen registriert, wovon 0,95 % arbeitslos waren. Vorherrschender Wirtschaftssektor war der primäre Sektor (77,56 %), weitere 7,31 Prozent der arbeitenden Bevölkerung waren im Sekundärsektor und 14,61 Prozent im Tertiärsektor tätig. 64,28 % der Bevölkerung lebten in extremer Armut.

## Orte
Das Municipio Santiago Choápam umfasst 13 localidades, von denen nur der Hauptort vom INEGI als urban klassifiziert ist, auch wenn dieser nur der zweitgrößte des Municipios ist.
| Ort                    | Einwohner |
| San Juan del Río       | 1.177     |
| Santiago Choápam       | 1.099     |
| San Juan Teotalcingo   | 0.895     |
| Santa María Yahuivé    | 0.879     |
| Santo Domingo Latani   | 0.510     |
| San Jacinto Yaveloxi   | 0.418     |
| La Ermita/Maninaltepec | 0.212     |
| La Carmelita           | 0.073     |
| Arroyo Blanco          | 0.071     |
| Arroyo Seco            | 0.038     |
| Arroyo Frijol          | 0.030     |
| Arroyo Chancarro       | 0.006     |
| Piedra del Sol         | 0.005     |